# Vellodius
Vellodius is een geslacht van kreeftachtigen uit de klasse van de Malacostraca (hogere kreeftachtigen).

## Soort
- Vellodius etisoides (Takeda & Miyake, 1968)